# Мисията невъзможна (филм)
Вижте пояснителната страница за други значения на Мисията невъзможна.
„Мисията невъзможна“ (на английски: Mission: Impossible) е американски шпионски филм от 1996 г. на режисьора Брайън Де Палма. Това е първият филм от едноименната филмова поредица.

## Актьорски състав
| Актьор               | Роля           |
| -------------------- | -------------- |
| Том Круз             | Итън Хънт      |
| Джон Войт            | Джим Фелпс     |
| Еманюел Беар         | Клеър Фелпс    |
| Хенри Черни          | Юджийн Китридж |
| Жан Рено             | Франц Кригер   |
| Винг Реймс           | Лутър Стикел   |
| Кристин Скот Томас   | Сара Дейвис    |
| Ванеса Редгрейв      | Макс           |
| Ингеборга Дапкунайте | Хана Уилямс    |
| Емилио Естевес       | Джак Хармън    |

## Награди и номинации
| Награда | Категория                             | Номиниран(и)                          | Резултат  |
| ------- | ------------------------------------- | ------------------------------------- | --------- |
| Сателит | Най-добър филмов монтаж               | Най-добър филмов монтаж               | номинация |
| Сатурн  | Най-добър екшън или приключенски филм | Най-добър екшън или приключенски филм | номинация |

## Български дублажи
| Преводач            | Мая Илиева                                                   |
| Озвучаващи артисти  | Татяна Захова Христо Чешмеджиев Даниел Цочев Пламен Манасиев |
| Режисьор на дублажа | Яна Янева                                                    |
| Тонрежисьор         | Михаил Михайлов                                              |

| Озвучаващи артисти  | Христина Ибришимова Даниела Йорданова Симеон Владов Петър Върбанов Христо Узунов |
| Преводач            | Пламен Узунов                                                                    |
| Тонрежисьор         | Емил Енев                                                                        |
| Режисьор на дублажа | Михаела Минева                                                                   |